# Werner Rambauske
Werner R. Rambauske (* 18. März 1911 in Breslau; † 19. November 1988 im Emerson Hospital, Concord) war ein deutsch-amerikanischer Physiker und Erfinder.
Er erhielt 1931 seinen Abschluss an einer deutschen Universität und studierte weiter Astrophysik, Physik und Mathematik an den Universitäten in München, Göttingen und Berlin, wo er 1940 seinen Doktorgrad erwarb.
Bis 1945 war er Direktor der Askania-Laboratorien in Berlin. Seit 1939, von Juni 1944 bis Kriegsende im Institut für physikalische Forschung in Bayreuth bei Bodo Lafferentz, forschte er zu einem Zielgerät "Pinsel" mit Ikonoskop für ferngelenkte Bomben. Tests mit einem Motorboot erfolgten auf dem pommerschen Madu-See. Diese Arbeit zur Eigensteuerung wurde später von Karl Küpfmüller aufgegriffen.
Ab 1947 war er Physiker am Wright-Patterson Air Force Base. Von 1956 bis 1968 war er Professor für Physik an der University of Dayton. Um 1965 wurde er Vizepräsident und technischer Direktor bei der Spacerays, Inc. in New York. In dieser Zeit arbeitete er zusammen mit Ronald R. Gruenzel.
Um 1976 bis 79 arbeitete er bei Raytheon. Später lebte er in Carlisle (Ohio). Er heiratete Hedy M. Kropp († 2008), mit der er drei Kinder hatte.